# Rainy Dog
Série Trilogie Black Triad
Les Affranchis de Shinjuku
(1995) Ley Lines
(1999)
Pour plus de détails, voir Fiche technique et Distribution.
Rainy Dog (極道黒社会, Gokudō kuroshakai) est un film japonais réalisé par Takashi Miike, sorti en 1997. Bien que le film contienne certaines scènes controversées, le thème général de ce film est axé sur les relations improbables entre un tueur à gages, une prostituée et son fils.
La scène finale a inspiré le discours de Beatrix Kiddo à la fille de Copperhead après l'assassinat de sa mère dans le film Kill Bill (Volume 1)[réf. nécessaire].

## Synopsis
Le film commence avec le personnage principal, Yūji, coincé à Taiwan à cause de la mort de son patron, il trouve vite du travail pour un autre patron local, avec pour unique poste celui de tueur à gages, chargé d'assassiner les membres d'autres syndicats de yakusa. Sa vie se complique lorsqu'une prostituée débarque chez lui avec un enfant, en déclarant que celui-ci est son fils. Son supposé fils, atteint de mutisme, le suit, et découvre qui est son père lorsqu’il le voit assassiner un autre homme.

## Fiche technique
- Titre : Rainy Dog
- Titre original : 極道黒社会 (Gokudō kuroshakai)
- Réalisation : Takashi Miike
- Scénario : Seigo Inoue
- Montage : Yasushi Shimamura
- Musique : Kōji Endō
- Pays d'origine : Japon
- Langue : Japonais
- Genre : Yakuza eiga et drame
- Durée : 95 minutes
- Date de sortie : Japon : 28 juin 1997

## Distribution
- Shō Aikawa : Yūji
- Sau Leung « Blacky Ko » : le propriétaire de la maison close
- Chen Lian-mei
- Gao Ming-jun
- He Jian-qin
- Tomorowo Taguchi